# Křeč (okres Pelhřimov)
Křeč (německy Kretsch) je obec v okrese Pelhřimov v Kraji Vysočina. Žije zde 237 obyvatel.

## Historie
První písemná zmínka o obci pochází z roku 1358. V roce 1435 poblíž proběhla bitva u Křeče, poslední bitva husitských válek. V roce 2009 byl nedaleko vesnice vyplaven skautský tábor povodní.

## Obyvatelstvo
| Rok            | 1869 | 1880 | 1890 | 1900 | 1910 | 1921 | 1930 | 1950 | 1961 | 1970 | 1980 | 1991 | 2001 | 2011 | 2021 |
| -------------- | ---- | ---- | ---- | ---- | ---- | ---- | ---- | ---- | ---- | ---- | ---- | ---- | ---- | ---- | ---- |
| Počet obyvatel | 735  | 687  | 703  | 610  | 568  | 612  | 525  | 390  | 367  | 327  | 313  | 249  | 247  | 231  | 229  |
| Počet domů     | 65   | 67   | 71   | 77   | 81   | 85   | 86   | 96   | 94   | 85   | 81   | 92   | 99   | 102  | 104  |

## Obecní správa
V letech 1850–1879 k obci patřily Bezděčín a Nové Dvory.

### Obecní symboly
Znak a vlajka byly obci uděleny rozhodnutím předsedy Poslanecké sněmovny Parlamentu České republiky dne 18. listopadu 1998.

## Pamětihodnosti
- Kostel svatého Jakuba Většího
- Boží muka
- Fara
- Památník táborské bitvy v roce 1435 – Dne 19. srpna 1435 se u Křeče střetla vojska táboritů, kteří spěchali na pomoc Lomnici nad Lužnicí, a vojska Oldřicha II. z Rožmberka a Menharta z Hradce. Souboj bývá označován za poslední bitvu husitských válek. Husité zde byli poraženi a následně ztratili i Lomnici, což znamenalo výrazné oslabení moci radikálů. Památník, společné dílo Jihočeské společnosti pro zachování husitských památek, Místní osvětové komise v Černovicích a ve Křeči a Osvětového sboru v Pacově, byl odhalen dne 22. září 1935. Památník má podobu kalicha.

## Galerie

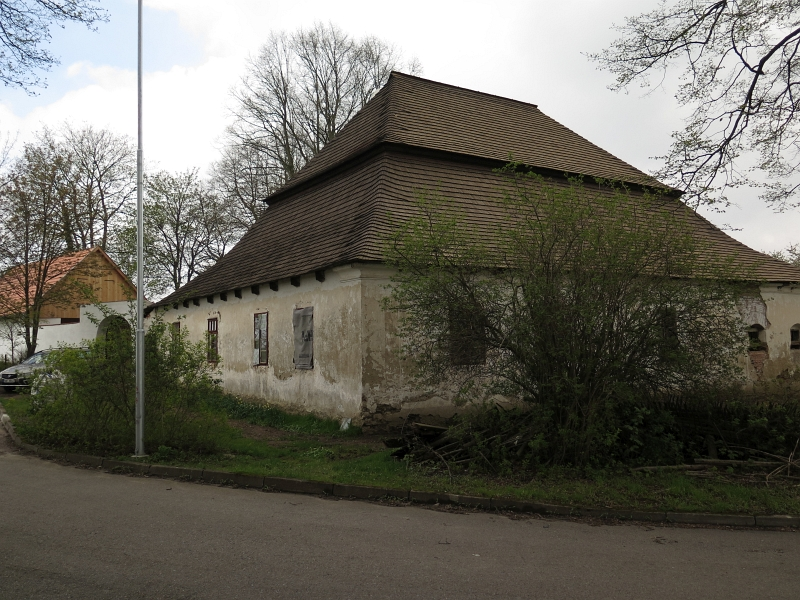
Fara
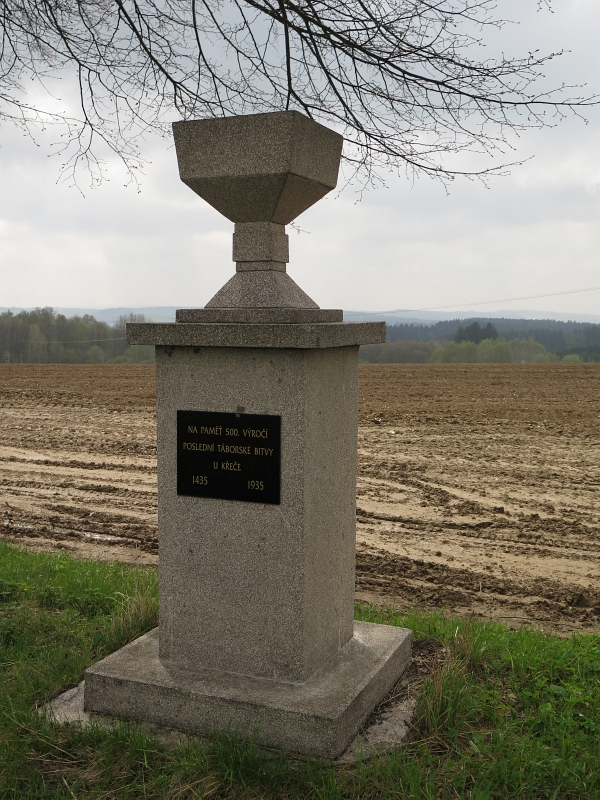
Památník